# Tauropus
Tauropus is een geslacht van kreeftachtigen uit de klasse van de Malacostraca (hogere kreeftachtigen).

## Soort
- Tauropus egeriae (Gordon, 1947)